# Lepší už to nebude
Lepší už to nebude (anglicky As Good as It Gets) je americká filmová romantická komedie z roku 1997 režiséra Jamese Lawrence Brookse. Líčí příběh misantropického spisovatele (hraje Jack Nicholson) s obsedantně kompulzivní poruchou, který se paradoxně živí psaním romantických příběhů. Své chování je ochoten změnit poté, co se blíže seznámí se servírkou Carol Connelly. Film je proložen spoustou vtipných komentářů a výroků hlavní postavy.
Filmový snímek byl příznivě přijat kritiky a obdržel nemálo nominací na filmové ceny, z nichž několik získal. Jack Nicholson získal Zlatý glóbus, cenu Satellite a Oscara za nejlepší mužský herecký výkon v hlavní roli, Helen Hunt také Zlatý glóbus, cenu Satellite a Oscara za nejlepší ženský herecký výkon v hlavní roli. Zlatý glóbus byl filmu udělen i v kategorii „nejlepší film - muzikál nebo komedie“ a cena Satellite rovněž ve stejné kategorii.

## Herecké obsazení
| Jack Nicholson    | Melvin Udall, misantropický spisovatel romantických příběhů |
| Helen Hunt        | Carol Connelly, servírka v restauraci                       |
| Greg Kinnear      | Simon Bishop - Melvinův homosexuální soused                 |
| Cuba Gooding, Jr. | Frank Sachs, Simonův přítel                                 |
| Julie Benz        | recepční                                                    |
| Shirley Knight    | Beverly Connelly                                            |
| Jesse James       | Spencer "Spence" Connelly, syn Carol                        |
| Skeet Ulrich      | Vincent Lopiano                                             |
| Yeardley Smithová | Jackie Simpsonová, Simonova asistentka                      |
| Lupe Ontiveros    | Nora Manningová                                             |
| Harold Ramis      | Dr. Martin Bettes                                           |

## Děj
Melvin Udall pracuje doma ve svém bytě, živí se jako spisovatel romantických bestsellerů. Sám je však misantropický mrzout, který přísně dodržuje rituály dané obsesemi (např. se úzkostlivě vyhýbá všem čárám a rýhám), jimiž trpí. Kontakt s ním je nepříjemný téměř pro každého, kdo se s ním setká. Každé ráno snídá ve stejné restauraci u stejného stolu, přičemž si nosí vlastní plastový příbor, protože trpí mysofobií (kvůli strachu ze špíny se nedotýká lidí ani předmětů, jichž se dotkl někdo jiný). Jeho jednání jakžtakž toleruje servírka Carol Connelly, která ho obsluhuje.
Jednoho dne je Udallův soused Simon Bishop, umělec a homosexuál, přepaden a během loupeže téměř zabit. Simonův přítel Frank donutí Melvina Udalla, aby se postaral o Simonova psíka Verdella po dobu Simonovy hospitalizace. Ačkoliv se Melvin vzpírá, nakonec si k psovi vytvoří citové pouto a Verdell si jej také oblíbí. Natolik, že ztratí zájem o svého pána Simona, který je tím po návratu z nemocnice nepříjemně překvapen.
Melvinův přísně konzervativní způsob života dostane trhlinu poté, co se Carol rozhodne odejít z restaurace a najít si práci blíže k domovu, aby mohla být po ruce svému synovi Spencerovi, který trpí vážným astmatem. Melvin ji vyhledá a rozhodne se zaplatit drahou léčbu pro Spencera, aby se Carol mohla vrátit do jeho oblíbené restaurace na Manhattanu a obsluhovat ho.
Mezitím se Simon ocitá v těžké situaci, nákladná léčba způsobila jeho finanční insolvenci a opustila jej múza. Přítel Frank Simonovi navrhne, aby odjel k rodičům do Baltimore a požádal je o peníze. To se Simonovi nezamlouvá, protože otec jej zavrhl kvůli sexuální orientaci, ale nemá příliš na výběr. Protože je Frank zaneprázdněn, domluví se Simon s Melvinem, aby jej odvezl. Melvin si vymíní účast Carol (zdůvodní jí to jako projev vděku za uhrazenou léčbu synovi). Frank půjčí Melvinovi své auto, (kabriolet Saab 800 SE). V Baltimore Carol přesvědčí Melvina, aby ji vzal na večeři. Zdá se, že by mohla mezi nimi přeskočit jiskra, ale Udall způsobí další ze svých četných faux pas a rozčilená Carol kvapně odchází.
V hotelovém pokoji si Carol odloží šaty a poslouží Simonovi jako model k naskicování aktu. Simon je opět schopný tvořit. Poté se krátce sejde s rodiči. Melvin je namíchlý. Během cesty zpět vládne ve voze chladná atmosféra. V New Yorku Carol sdělí Melvinovi, že si nedovede představit společné soužití. Simon (kterého Melvin ubytoval u sebe, dokud se nezmůže na nový byt) ho však přesvědčí, aby se Carol jen tak lehce nevzdával. Spisovatel dívčích románů na jeho slova dá a jede za Carol domů, kde jí složí poklonu. Film končí happy endem, dvojice se jde spolu brzy ráno projít městem.

## Citáty
„Servírka Carol... teplouš Simon.“ (Melvin Udall představuje navzájem Carol a Simona)
„Mám hlad. Zkazila jste mi celej den, nic jsem nejed.“ (Melvin Udall si jel postěžovat servírce Carol domů poté, co nepřišla kvůli zdravotním potížím syna do práce)
„Ani netušíte, co pro mě vaše práce znamená. Že někdo ví, co se skrývá tady uvnitř.“ (fanynka Udallových romantických knih ukazuje na své srdce a hlavu) „Jak to děláte, že popíšete ženu tak dobře?“ - „Představím si chlapa, vynechám rozum a zodpovědnost.“ (Udall podává vysvětlení)
„Omluvte mě, necítím se dobře.“ (Simon Bishop se cítí na dně) - „Jo. Smrdí to tu jak ve vopičárně.... A kam se zdejchli vaši teplí kámoši?“ (nepříliš empatická reakce Melvina Udalla)

## Soundtrack
Soundtrack obsahuje instrumentální skladby zkomponované Hansem Zimmerem a písně nazpívané různými umělci.
1. "As Good as It Gets" - Zimmer
2. "A Better Man" - Zimmer
3. "Humanity" - Zimmer
4. "Too Much Reality" - Zimmer
5. "1.2.3.4.5" - Zimmer
6. "Greatest Woman on Earth" - Zimmer
7. "Everything My Heart Desires" - Danielle Brisebois
8. "Under Stars" - Phil Roy
9. "My Only" - Danielle Brisebois
10. "For Sentimental Reasons (I Love You)" - Nat King Cole
11. "Hand on My Heart" - Judith Owen
12. "Climb on (A Back That's Strong)" - Shawn Colvin
13. "Always Look on the Bright Side of Life" - Eric Idle